# Intermetallische Verbindung

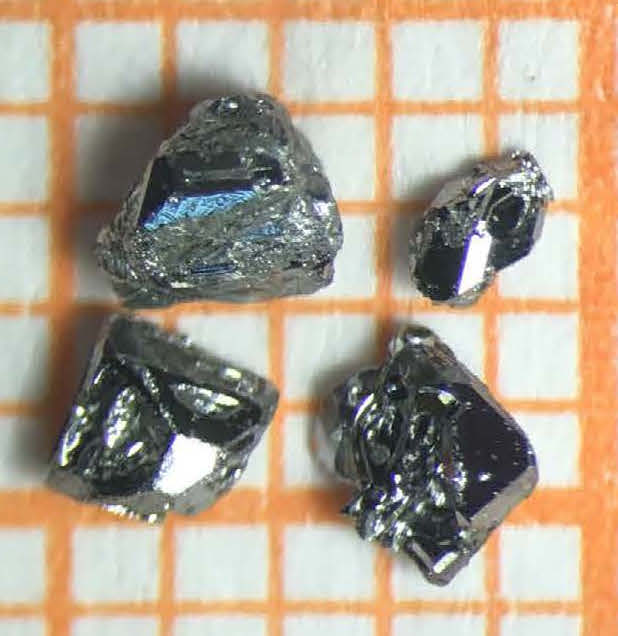
Cr_{11}Ge_{19}

Eine intermetallische Verbindung (genauer intermetallische Phase) ist eine homogene chemische Verbindung aus zwei oder mehr Metallen. Sie zeigen im Unterschied zu Legierungen Gitterstrukturen, die sich von denen der konstituierenden Metalle unterscheiden. In ihrem Gitter herrscht eine Mischbindung aus einem metallischen Bindungsanteil und geringeren Atombindungs- bzw. Ionenbindungsanteilen, die in Überstrukturen resultiert. Dazu gehören auch die sogenannten Ordnungsphasen, deren besondere Gitterstruktur aus der Ordnungseinstellung der Legierungsatome resultiert.

## Aufbau und Eigenschaften
Es gibt intermetallische Verbindungen mit stöchiometrischer Zusammensetzung gemäß den üblichen Wertigkeiten der Metalle und es gibt intermetallische Phasen, die mehr oder weniger ausgedehnte Homogenitätsbereiche im Phasendiagramm besitzen. Ein Homogenitätsbereich, auch Phasenbreite genannt, gibt dabei die Grenzen an, zwischen denen das Mengenverhältnis der verschiedenen Metalle variieren kann.
Intermetallische Verbindungen sind häufig hart (große Härte, Sprödigkeit, Festigkeit) und auch chemisch recht beständig (Korrosionsbeständigkeit). Sie besitzen in der Regel einen hohen Schmelzpunkt und ihr elektrischer Widerstand ist meist eine Größenordnung höher als der reiner Übergangsmetalle.
Es gibt aber auch Verbindungen mit Halbleitereigenschaften und einige Verbindungen zeichnen sich sogar durch besondere magnetische oder Supraleitungseigenschaften aus.
Die besonderen physikalischen und mechanischen Eigenschaften solcher Verbindungen resultieren aus der besonders starken Bindung zwischen den ungleichartigen Atomen, die überwiegend metallisch ist mit mehr oder weniger großen Anteilen anderer Bindungsarten (Ionen-, kovalente Bindung).
Sie nehmen somit eine Zwischenstellung zwischen metallischen Legierungen und Keramiken ein.

## Herstellung
Hergestellt werden intermetallische Phasen sowohl durch pulvermetallurgische als auch durch herkömmliche Schmelzverfahren, wobei gerade wegen ihrer mechanischen Eigenschaften die Herstellung und Verarbeitung schwierig sein kann.

## Beispiele
Beispiele für intermetallische Phasen sind:
- Laves-Phasen
- Heusler-Phasen
- Zintl-Phasen
- Häggs-Phasen (Koordinationsphasen wie Fe3C – Zementit)
- Hume-Rothery-Phasen, die stets feste Valenzelektronenkonzentrationen aufweisen
- Nitinol (NiTi) (Formgedächtnislegierung)
- Samarium-Cobalt (SmCo5) (Magnetwerkstoff)
- Nb3Sn (Supraleiter)
- Ni3Al in Nickelbasis-Superlegierungen
- NiAl, TiCr2, TaFeAl (experimentelle Hochtemperaturwerkstoffe)[1]
- Magnesiumsilicid (Mg2Si)
- Titanaluminide Ti3Al und TiAl (experimentelle Hochtemperatur-Leichtbauwerkstoffe)
- Eisenaluminide FeAl und Fe3Al[2]
- FeCr, σ-Phase bei hochlegierten Chrom- und Chromnickelstählen, kann zu unerwünschter Versprödung führen und wird daher durch Auswahl der Legierungszusammensetzung vermieden[3][4]
- sogenannte MAX-Schichten, das heißt Materialien der Stöchiometrie Mn+1AXn, die sich aus einem Übergangsmetall M, einem Hauptgruppenelement (engl. A-group, meist III A oder IV A) und einem Kohlenstoff- oder Stickstoffteil X zusammensetzen, wie TiSiC[5]

Auch höherlegierte Bronze- und Messinglegierungen bestehen aus intermetallischen Phasen, die allerdings hier bei verschiedenen Mischungsverhältnissen in unterschiedlicher Ausprägung entstehen können (beispielsweise Cu3Sn und Cu3Sn5). Wird das passende Mischungsverhältnis nicht exakt erreicht, so bilden sich klassische Legierungen, allerdings aus den verschiedenen intermetallischen Phasen, die dem Mischungsverhältnis am nächsten liegen. Von besonderer Bedeutung ist die Bildung dieser intermetallischen Kupfer-Zinn-Phasen im Bereich der Elektronik bzw. der elektrischen Kontakte, da es durch deren Bildung zu Schicht-Abplatzungen, Lötproblemen oder erhöhten Kontaktwiderständen kommen kann.

## Verwendung
Intermetallische Verbindungen besitzen in ihrer Verwendung als hochschmelzende, hochfeste Legierungen, Supraleiter, Dauermagnetwerkstoffe, metallische Gläser u. a. m. große technische Bedeutung. Außerdem spielen sie bei der Ausscheidungshärtung von Aluminium- und Nickellegierungen sowie Maraging-Stählen eine entscheidende Rolle.